# Rhabdophis tigrinus
Espèce
Synonymes
- Tropidonotus tigrinus Boie, 1826
- Tropidonotus lateralis Berthold, 1859
- Tropidonotus orientalis Günther, 1861
- Natrix tigrina (Boie, 1826)
- Natrix tigrina formosana Maki, 1931

Rhabdophis tigrinus est une espèce de serpents de la famille des Natricidae.
D'une taille moyenne d'environ 1 m, cette espèce fréquente les zones humides de l'est de l'Asie et de la Russie. Elle se nourrit principalement d'amphibiens qu'elle neutralise grâce à son venin. Il s'agit d'une espèce potentiellement dangereuse pour l'homme en raison de son venin – qui peut être mortel – et de son caractère vénéneux. En effet, elle est capable de stocker les toxines contenues dans les crapauds qui constituent son régime alimentaire et les relâcher en guise de défense contre les prédateurs. Cette capacité fait de Rhabdophis tigrinus la seule espèce animale connue à la fois venimeuse et vénéneuse.
L'espèce n'est pas considérée comme menacée dans son milieu naturel.

## Description

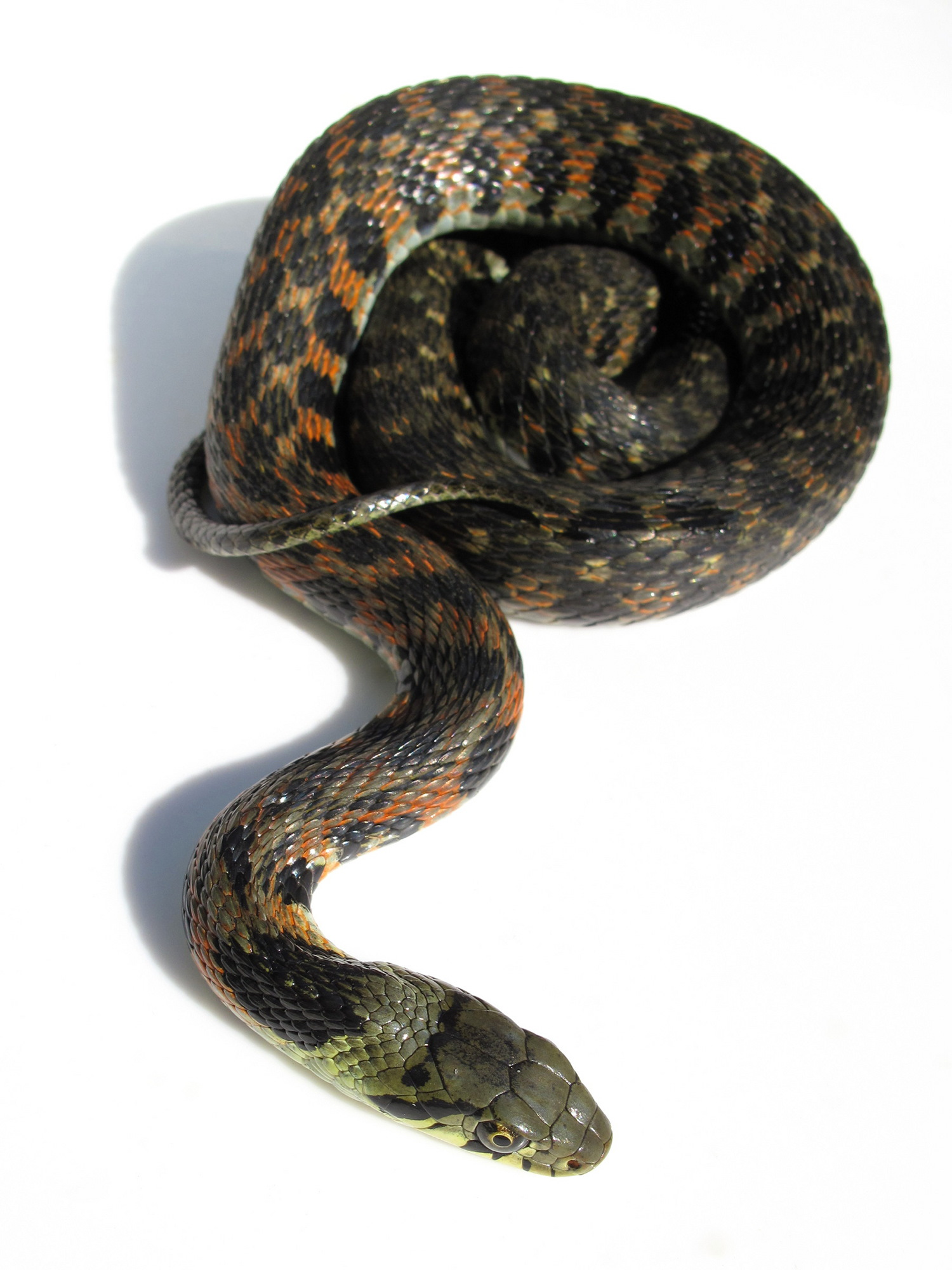
Un spécimen adulte.

Ce serpent opisthoglyphe mesure généralement à l'âge adulte entre 60 et 130 cm, voire 170 cm,. Une étude menée sur l'île de Yakushima, au Japon, a montré que la longueur museau-cloaque des mâles variait entre 60 et 90 cm pour une masse comprise entre 60 et 260 g, tandis que les femelles mesuraient entre 65 et 130 cm pour une masse comprise entre 80 et 800 g. La tête est ovale et bien distincte du reste du corps. Les yeux sont assez grands, avec une pupille ronde.
La partie supérieure de la tête est d'un vert olive, avec sur la nuque une bande transversale jaune cerclée de noir. Les écailles supralabiales sont également jaunes, avec les sutures noires. L'iris est brun foncé, de même que la langue. Le reste du corps présente des taches vertes, jaunes, orange et noires organisées alternativement selon des cinq bandes longitudinales, les flancs présentant les nuances d'orange les plus marquées. En ce qui concerne la face ventrale, la tête est blanchâtre tandis que les écailles du reste du corps sont noires avec des franges claires (jaunâtres ou verdâtres) irrégulières. Néanmoins, il existe une grande variabilité de couleurs au sein de l'espèce, des spécimens sans motifs, mélaniques, hypomélaniques, anérythristiques, axantiques, albinos ou même bleus ayant été observés.
Les écailles dorsales et latérales sont organisées en 15 à 19 lignes. Elles sont très fortement carénées tandis que les écailles ventrales sont lisses. L'écaille anale est divisée en deux et les subcaudales vont par paires.

## Éthologie et biologie

### Alimentation

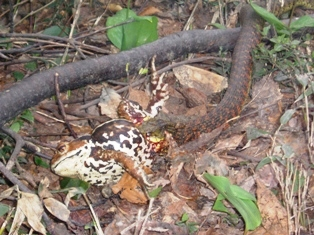
Rhabdophis tigrinus en train de manger un crapaud.

Habitant généralement dans des milieux humides, Rhabdophis tigrinus se nourrit principalement d'anoures - des grenouilles comme Hyla japonica ou des crapauds - et parfois de leurs têtards, même s'il mange préférentiellement les individus adultes. Il peut également se nourrir de petits mammifères et occasionnellement de poissons ou d'autres serpents.
Pour chasser, Rhabdophis tigrinus utilise à la fois ses sens chimiques, comme l'odorat et la vomérolfaction, ainsi que sa vue, ce qui semble indiquer que l'espèce n'est pas parfaitement adaptée au milieu aquatique, les espèces aquatiques utilisant principalement leurs sens chimiques lors de la chasse.

### Reproduction

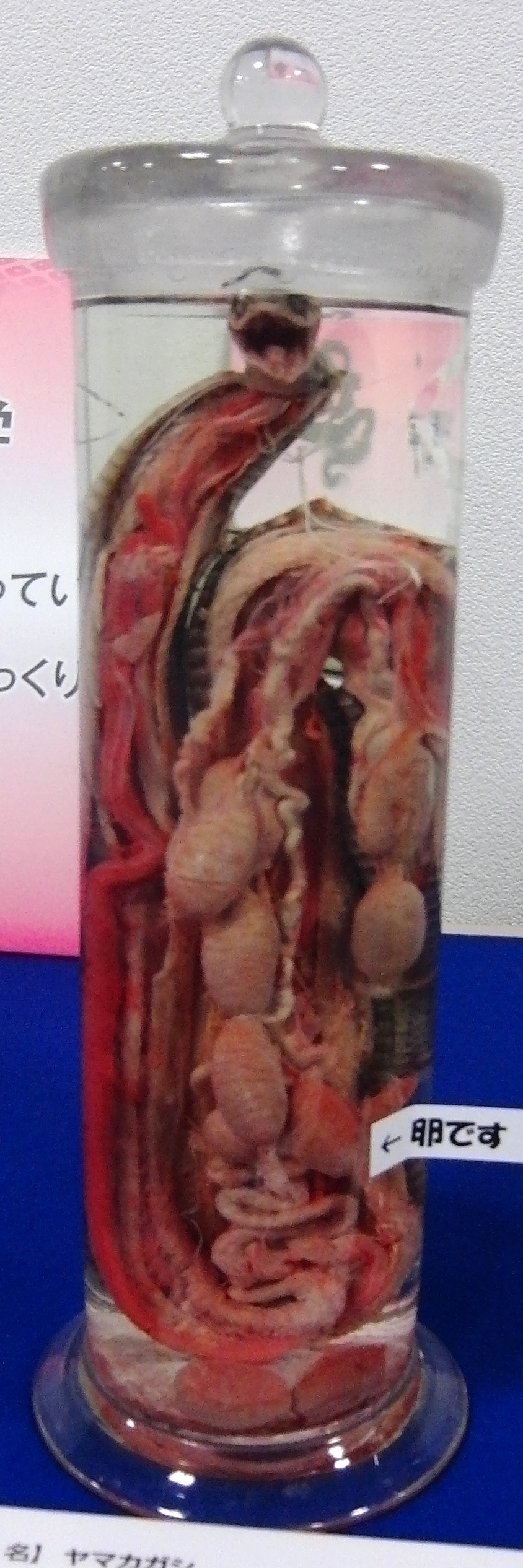
Femelle portant des œufs disséquée.

Cette espèce est ovipare. Au printemps, la femelle pond entre 8 et 47 œufs. À la naissance, les jeunes mesurent environ 16 cm.

### Venin
C'est un serpent venimeux, dont le venin provoque des troubles de la coagulation.

### Prédateurs et comportement de défense

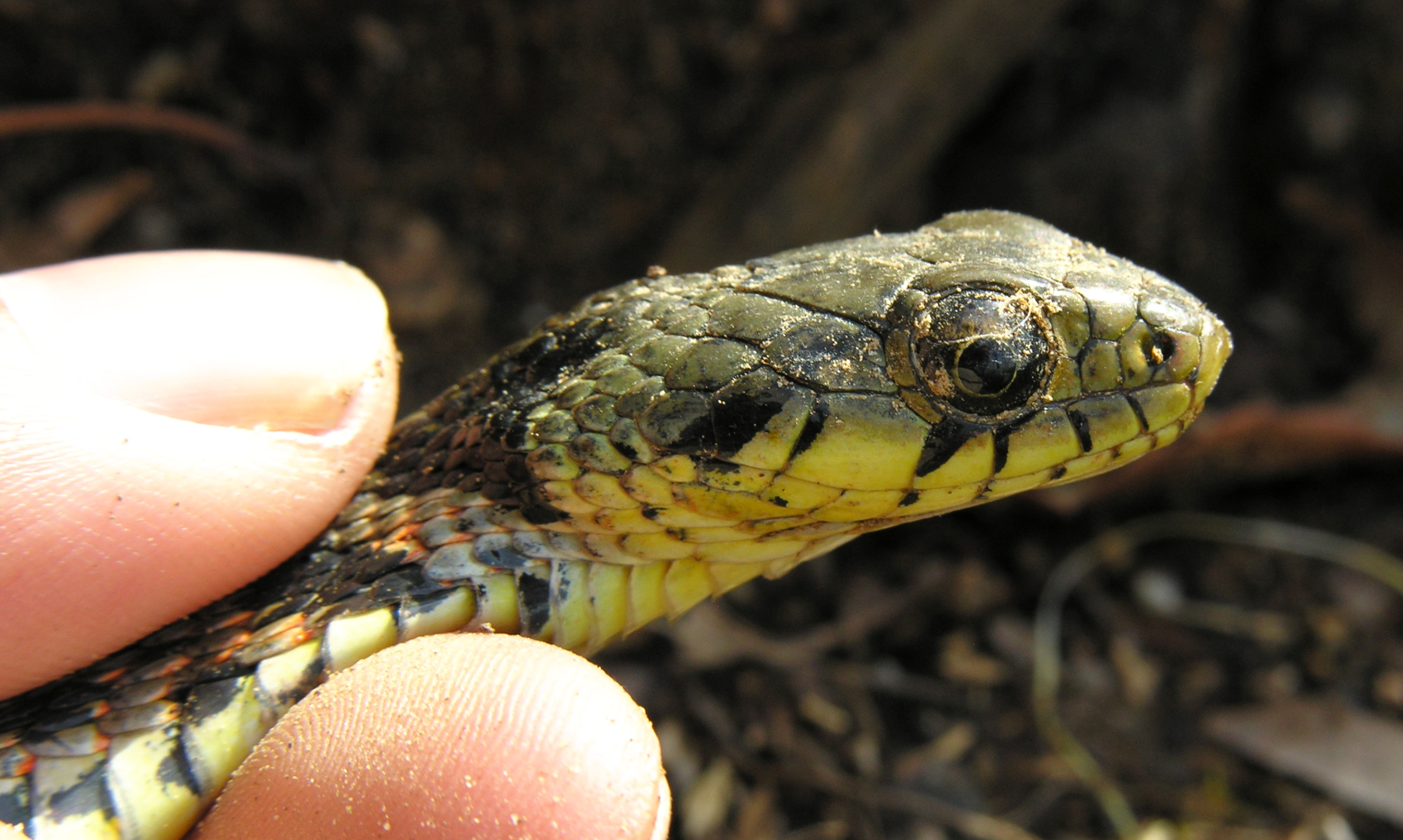
Vue de profil de la tête. Sur la nuque, on distingue le relief des glandes nucales.

Des glandes nucales (sur le cou) libèrent un liquide lorsque l'animal est attaqué par un prédateur (un oiseau par exemple). Ce fluide contient des stéroïdes de type bufadiénolides. Ces stéroïdes proviendraient des crapauds (Bufonidae) qui font partie des proies de ces serpents, et qui synthétisent ces molécules, les serpents n'en ayant pas la possibilité.
Les bufadiénolides irritent les muqueuses des prédateurs et accélèrent le rythme cardiaque. Ainsi, ces serpents sont évités par les prédateurs à cause des sensations désagréables que leur consommation engendre. En revanche, sur l'île japonaise de Kinkazan, où les crapauds sont rares, ces serpents ont plutôt un comportement de fuite lorsqu'ils sont confrontés à un prédateur. En outre, une partie des bufadiénolides sont transmis de la mère aux jeunes.

## Répartition

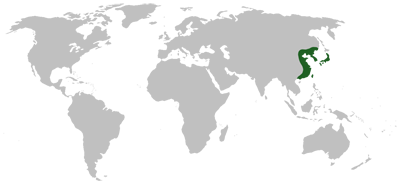
Aire de répartition de Rhabdophis tigrinus.

Cette espèce se rencontre :
- dans l'est de la Russie dans le Kraï du Primorie et dans le Kraï de Khabarovsk ;
- en Corée du Nord ;
- en Corée du Sud ;
- en République populaire de Chine ;
- à Taïwan ;
- au Viêt Nam ;
- au Japon.

## Liste des sous-espèces
Selon The Reptile Database (10 septembre 2013) :
- Rhabdophis tigrinus formosanus (Maki, 1931)
- Rhabdophis tigrinus tigrinus (Boie, 1826)